# Fargesia brevissima
Fargesia brevissima är en gräsart som beskrevs av Tong Pei Yi. Fargesia brevissima ingår i släktet bergbambusläktet, och familjen gräs. Inga underarter finns listade i Catalogue of Life.